# Горголюк, Александр Иванович
Александр Иванович Горголюк (27 августа 1919, Одесса — 7 мая 1993, Москва) — капитан Советской Армии, участник Великой Отечественной войны, Герой Советского Союза (1943).

## Биография
Александр Горголюк родился 27 августа 1919 года в Одессе в рабочей семье. Окончил восемь классов школы, затем школу фабрично-заводского ученичества, после чего работал слесарем на заводе «Кинап», одновременно учился в Одесском аэроклубе. В 1937 году Горголюк был призван на службу в Рабоче-крестьянскую Красную Армию. В 1940 году он окончил Одесское военное авиационное училище лётчиков. С начала Великой Отечественной войны — на её фронтах, уже 22 июня 1941 года совершил три боевых вылета. Принимал участие в битве за Москву.
16 ноября 1941 года самолёт МиГ-3 Горголюка был сбит. Горголюк получил сильные ожоги и некоторое время провёл в госпиталях. К июлю 1943 года гвардии старший лейтенант Александр Горголюк командовал звеном 30-го гвардейского истребительного авиаполка 1-й гвардейской истребительной авиадивизии 16-й воздушной армии Центрального фронта. К тому времени он совершил 376 боевых вылетов. Во время своего последнего боевого вылета, 2 июня 1943 года, под Курском, Горголюк лично сбил 2 самолёта и повредил ещё один, однако был тяжело ранен, а его самолёт P-39 «Аэрокобра» был сбит. Ничего не видя, он выбросился с парашютом и успешно приземлился. В результате тяжёлого ранения лица Горголюк навсегда лишился зрения.
Указом Президиума Верховного Совета СССР от 2 сентября 1943 года за «образцовое выполнение боевых заданий командования на фронте борьбы с немецкими захватчиками и проявленные при этом мужество и героизм» гвардии старший лейтенант Александр Горголюк был удостоен высокого звания Героя Советского Союза с вручением ордена Ленина и медали «Золотая Звезда» за номером 1112.
Всего на фронтах войны гвардии старший лейтенант Александр Горголюк совершил 376 боевых вылетов, провёл 48 воздушных боёв, сбил лично 7 и в группе 6 самолётов противника.
В 1946 году в звании капитана Горголюк вышел в отставку. Проживал в Москве. Окончил техникум, до выхода на пенсию работал заместителем директора полиграфического предприятия Всероссийского общества слепых. Умер 7 мая 1993 года, похоронен на Кунцевском кладбище Москвы.

## Награды
Был награждён двумя орденами Красного Знамени, орденом Отечественной войны 1-й степени и рядом медалей.

## Память
В Москве на Тверской улице на доме 17 открыта мемориальная доска (скульптор Бурганов И. А.).

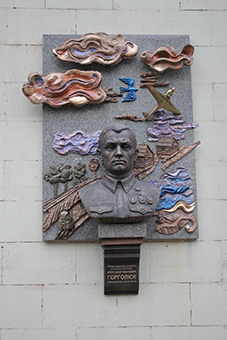
Мемориальная доска А. И. Горголюк скульптор Бурганов И. А.